# Дмитриев, Пётр Николаевич
Пётр Николаевич Дмитриев (1871—1916) — генерал-майор, герой Первой мировой войны.

## Биография
Родился 20 декабря 1871 года. Начальное образование получил в реальном училище и 14 августа 1890 года был принят в военно-училищные курсы Московского пехотного юнкерского училища, которые окончил по 2-му разряду, после чего 4 августа 1892 года был выпущен в 206-й пехотный резервный Ларго-Кагульский батальон подпоручиком.
Продолжая службу по армейской пехоте Дмитриев последовательно получил чины поручика (4 августа 1896 года), штабс-капитана (4 августа 1900 года) и капитана (4 августа 1904 года). К 1 января 1909 году состоял в 86-м пехотном Вильманстрандском полку.
Принимал участие в Первой мировой войне, в 1915 году был произведён в полковники и к началу 1916 года командовал батальоном в 266-м пехотном Пореченском полку.
20 июня 1916 года Дмитриев был убит при атаке германских позиций в окрестностях деревни Горный Скробов под Барановичами. Высочайшим приказом от 12 октября 1916 года он был посмертно произведён в генерал-майоры, а приказом по армии и флоту от 1 апреля 1917 года был награждён орденом св. Георгия 4-й степени.

## Награды
Среди прочих наград Дмитриев имел ордена:
- Орден Святой Анны 3-й степени (1907 год)
- Орден Святого Станислава 2-й степени (1910 год)
- Орден Святого Георгия 4-й степени (1 апреля 1917 года)